# Der Weg nach Utopia
Der Weg nach Utopia (Originaltitel Road to Utopia) ist ein US-amerikanischer Abenteuerfilm von 1946 unter der Regie von Hal Walker. Bing Crosby und Bob Hope spielen zwei Freunde, die sich auf eine abenteuerliche Reise nach Alaska begeben und dabei eine schicksalhafte Begegnung mit einer schönen Frau, gespielt von Dorothy Lamour, haben.
Der Film gehört zur Reihe der Comedy-„Road“-Filme Road to … beziehungsweise Weg nach … und ist der vierte Film einer siebenteiligen Reihe. Dieser Film ist der einzige der Reihe, dessen Titel nicht auf einen real existierenden Ort verweist.

## Handlung
Ein weißhaariges Ehepaar begrüßt einen Freund aus alten Tagen. 35 Jahre hat man sich nicht gesehen. Chester und Sal Hooten waren davon überzeugt, ihr Freund Duke Johnson sei tot. Alle drei denken zurück an die abenteuerliche Geschichte, die sie miteinander verbindet, und sich während des Alaska-Goldrauschs zutrug.
Duke, ein Varietékünstler und sein Partner Chester Hooten sind gezwungen nach einem Zwischenfall, der durch die Flucht der Banditen Sperry und McGurk ausgelöst wird, aus der Stadt, wo sie in einer Jahrmarktsbude aufgetreten sind, zu fliehen. Sperry und McGurk haben Mr. Latimer, der für Sal van Hoyden eine Landkarte aufbewahrte, auf der die genaue Lage einer Goldmine eingezeichnet ist, beraubt und ermordet. Diese Goldmine wurde einst von Sals Vater in Alaska-Utopia entdeckt. Sal macht sich auf die Verfolgung der Banditen, sie will die Landkarte zurückhaben, um ihren Anspruch auf die Mine nachweisen zu können. Duke will ebenfalls nach Alaska, um sein Glück im „Goldrausch“ zu finden, Chester allerdings möchte viel lieber wieder zurück nach New York. Duke kann den Freund jedoch überlisten und so landen sie als blinde Passagiere auf einem Schiff gen Utopia-Alaska. Als sie auffliegen, müssen sie auf dem Schiff arbeiten. Durch Zeitungsberichte haben Duke und Chester inzwischen von dem Raub der Landkarte durch Sperry und McGurk erfahren, und als sie in deren Kabine saubermachen sollen, sehen sie sich gleich mal nach der Karte um und finden sie auch. Gerade in diesem Moment jedoch kommen die beiden zurück, und es kommt zu einer wilden Keilerei. Duke und Chester gelingt es, die Diebe zu überlisten und in der Kleidung der beiden in einem Boot zu fliehen. Sperry und McGurk bleiben gefesselt an Bord zurück.
In der Goldgräberstadt Skagway angekommen, hält man sie tatsächlich für die berüchtigten Diebe und Mörder Sperry und McGurk und begegnet ihnen mit großer Angst. In Hotel der Stadt begegnen sie im Saloon Sal van Hoyden, die sich hilfesuchend an den Besitzer Ace Larson gewandt hatte. Larson war ein Freund ihres Vaters. Sal tritt dort als Sängerin auf. Ace plant zusammen mit seiner Freundin Kate und seinem Partner LeBec über Sal an die Schatzkarte zu gelangen, um sich die Mine einzuverleiben. Sal gegenüber gibt er sich als väterlich besorgter Freund und rät ihr, ihre weiblichen Reize einzusetzen, um die Karte wieder in ihren Besitz zu bringen. Sal versucht es auch bei beiden Männern. Duke und Chester haben die Karte in der Mitte durchgerissen und jeder trägt eine Hälfte bei sich. LeBec gelingt es, Dukes Hälfte der Karte an sich zu bringen. Zusammen mit Kate und Ace Larson macht er sich mit einem Hundeschlitten auf nach Dawson City, wo es bitterkalt ist. Duke und Chester folgen ihnen ebenso wie Sal. In einer Hütte, in die das eisige Wetter sie treibt, gelingt es den Frauen listenreich, Chester die andere Hälfte der Karte, die er unter seinem Unterhemd versteckt hielt, zu entwenden. Sal, die sich inzwischen in Duke verliebt hat, erzählt ihm, nachdem er ihr seine wahre Identität gestanden hat, dass die Mine ihr gehört. Inzwischen sind jedoch auch Sperry und McGurk angekommen, wodurch es zu weiteren Zwischenfällen kommt an deren Ende die Bürger von Skagway fordern, Sperry und McGurk zu hängen. Die Karte mit dem Standort der Mine befindet sich inzwischen in Ace Larsons Safe, woraus Duke und Chester sie sich zurückholen. Auf der Flucht vor Ace Larson und seinen Männern spaltet sich ganz plötzlich ein Gletscher, wobei Chester und Sal auf der einen, der geschützten Seite verbleiben, während Duke mit seinen Verfolgern schutzlos auf der anderen Seite zurückbleibt.
Fünfunddreißig Jahre später traf Duke den inzwischen erwachsenen Sohn von Chester und Sal, der ihm wie aus dem Gesicht geschnitten ist. So kam zu einem Wiedersehen der Freunde. Von Chester und Sal erfährt er, dass Chester ihn damals, als beide glaubten, dass er tot sei, adoptiert hat und Duke erzählt ihnen, wie es ihm gelang seine damaligen Verfolger abzuschütteln und sich zu retten.

## Hintergrund
Die Dreharbeiten fand vom 3. Dezember 1943 bis Januar 1944 statt. Gedreht wurde in den Paramount Studios in Hollywood in den USA. Weitere Szenen entstanden in June Lake in Kalifornien.
In den USA fand die Premiere des Films am 27. Februar 1946 statt, allgemein in den Kinos der USA lief er am 22. März 1946 an. In der Bundesrepublik Deutschland lief Der Weg nach Utopia erstmals am 26. Januar 1951 im Kino, in Österreich am 25. Mai 1951.
Robert Benchley, ein US-amerikanischer Humorist, Theaterkritiker und Schauspieler, der 1945, noch vor der Premiere des Films verstarb, und im Film als Sprecher auftrat, um die Zuschauer in regelmäßigen Abständen mit Kommentaren zu einzelnen Aktionen zu versorgen, meinte, der Film sei gemacht worden, um zu demonstrieren, wie man einen Film nicht macht. Für Hal Walker war es seine erste Solo-Regiearbeit. Der Film enthält auch eine Szene, in der ein schneebedeckter Berg, umgeben von Sternen, Paramount-Pictures Markenzeichen, gezeigt wird.
Der vierte Film der „Road“-Reihe gilt als einer der besten. Von 1940 stammt der erste Film der Reihe Der Weg nach Singapur, 1941 folgte Der Weg nach Sansibar, 1942 Der Weg nach Marokko, dann 1946 Der Weg nach Utopia, 1947 Der Weg nach Rio und 1952 Der Weg nach Bali und 1962 der Nachzügler Der Weg nach Hongkong. Der finanziell erfolgreichste war Der Weg nach Rio.

## Kritiken
Das Lexikon des internationalen Films sprach von einer „schematische[n] Slapstick-Unterhaltung.“
Bosley Crowther von der New York Times  meinte sinngemäß, dass seit Charlie Chaplins Goldsuche nicht derart viel Humor und Kunstschnee verwirbelt worden seien, wie nun in Road to Utopia. Für die neueste Paramount „Road“ hätten die Herren Crosby und Hope sowie die unverwüstliche Dorothy Lamour eine Flut von ungebärdigem Spaß und Clownerie, Gags und Travestie parat, die auch eine Schneewehe nicht ersticken könne. Die „Road“-Filme seien immer ein Anlass, eine wunderbare Zeit zu haben. Das Gelächter werde sich im ganzen Land verbreiten.

## Auszeichnungen
Auf der Oscarverleihung 1947 waren Norman Panama und Melvin Frank nominiert für das „Beste Originaldrehbuch“. Es gewannen Muriel Box und Sydney Box für ihr Drehbuch zum Film Der letzte Schleier (The Seventh Veil).